# 給水塔

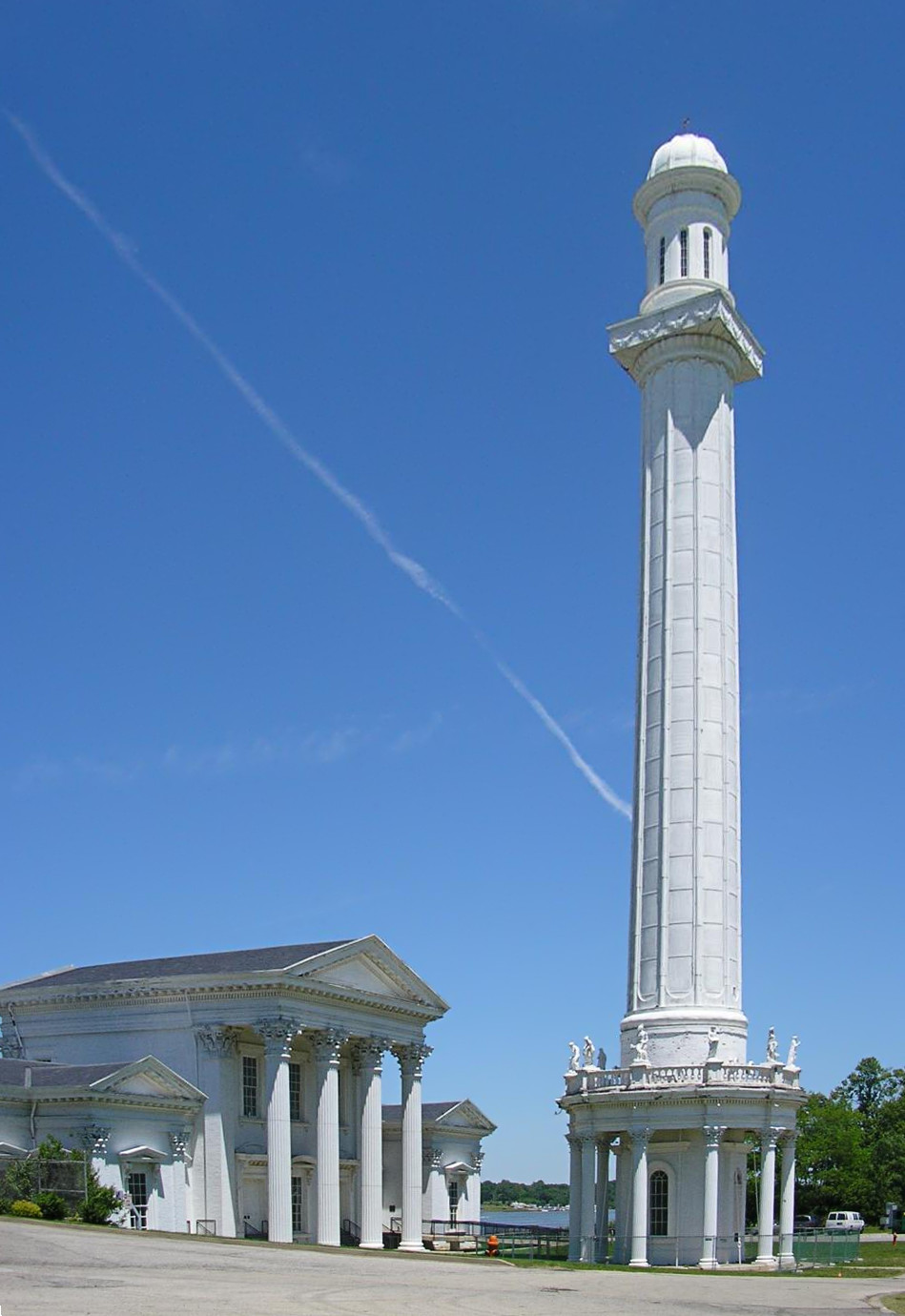
初の近代的給水塔であるルイビル給水塔。1860年建設。

給水塔（きゅうすいとう、英語: water tower）とは、給水システムに十分な水圧を与えるために設けられた巨大なタンクである。産業革命期に多数の給水塔が建設され、その内のいくつかは現在でもランドマークやモニュメントとして残されている。取り壊されて集合住宅に建て替えられたものもある。

## 構造
典型的な給水塔は、鉄鋼、鉄筋コンクリート、プレストレスト・コンクリート、煉瓦などで建設されている。通常は、球形か円筒形で、直径が約16メートル（50フィート）、高さが約40メートル（120フィート）である。

## 目的
給水の安全を維持するためには、十分な水圧が必要となる。水圧が不足すると、問題がいくつか起こる場合がある。
- 建物の上階にまで水が達しないことがある。
- 蛇口からの流量が不足することがある。
- 一部の丘陵地帯にあるような給水塔無しの重力式給水システムでは、負圧が発生することがある（サイフォンを参照）。負圧の発生により、浅い地下水が給水システムに滲出し、地下水に含まれている微生物、チリ、砂、肥料、毒物などで汚染される場合がある。
- 給水塔からは重力を使って給水管に水圧を与えているので、停電していても水を供給することができる。しかし、タンクへの揚水には電気が必要なため、あまり長時間供給を続けることはできない。
- さらに、水使用のピークである時間帯には、給水塔が貯水池としても役立っている。ピークの時間帯には水位が下がり、夜間にポンプで揚水される。水が使われ再び揚水され…を繰り返すことから、寒冷期にも凍ることがないようになっている。

## 運用

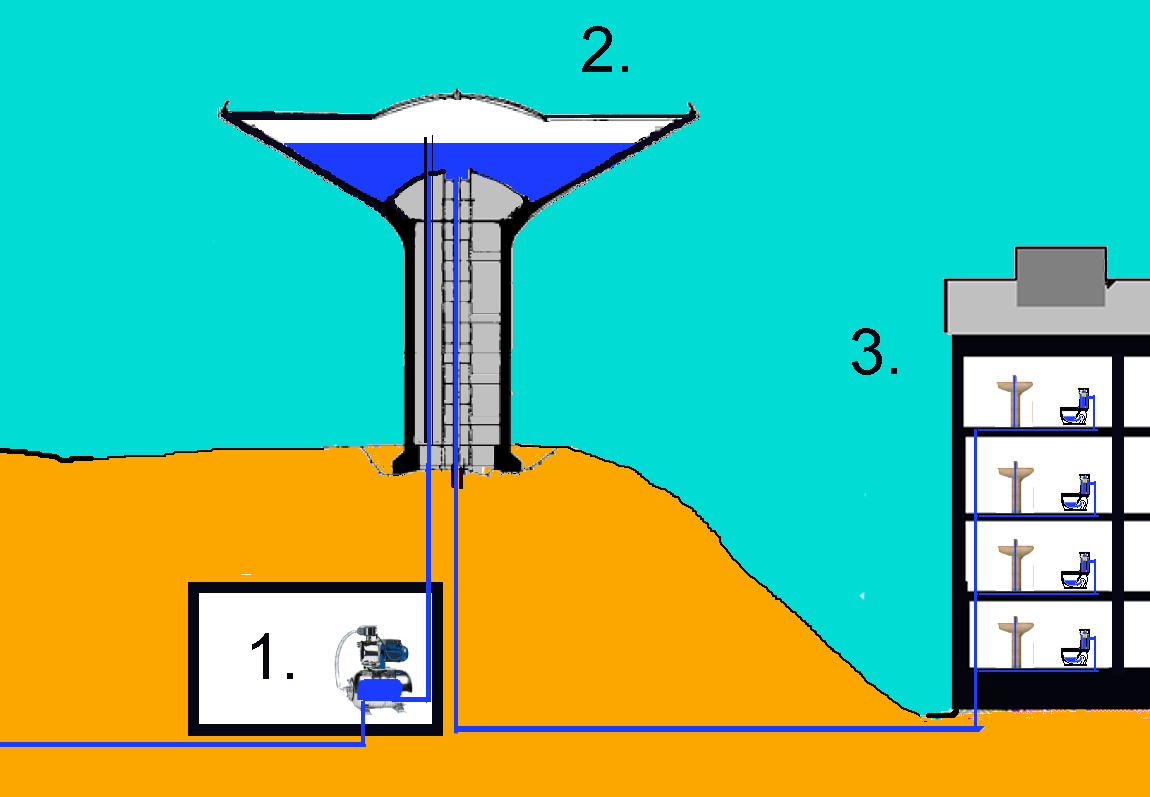
Roihuvuori給水塔の動作
1. ポンプ場
2. 貯水タンク
3. 利用者

塔の高さによって給水システムの静水圧が決まるが、ポンプで補助することもある。貯水量と配管の直径によって流量が決まり、またそれが維持される。しかし、圧力の供給をポンプに頼るとコストがかかる。様々な需要に対応できるよう、ポンプは絶えず様々な圧力を出力できなければならず（加えて、そのための高価な制御システムも必要）、流量が大きい場合でも同じ水圧を保つには充分大きなものでなければならない。
火事の場合には、非常に大きな流量が必要となる。現在の給水塔では、（ピークではなく）平均使用量に応じた大きさのポンプすることができる。日中は給水塔により水圧を発生させ、需要の少ない夜間にポンプで揚水する。

## 装飾
給水塔は、装飾的なレンガ造りやツタに覆われたトレリスなどの派手な装飾が施されたり、あるいは単に塗られたりもする。飛行士の航法の助けとなるよう、一部の都市の給水塔では、都市の名前が屋根に書かれていたりもする。なかにはユーモラスな装飾もあり、アイオワ州グレンジャーには HOT と COLD と名付けられた2基の給水塔がある。イングランドの東部サフォークの町 Thorpeness にある The House in the Clouds は、目障りにならないよう家に似せて作られ、下階は宿泊施設として使われた。町に水道が整備されると、タンクは撤去されて新たに居住空間が追加された。
Sapp Bors. のトラック・ストップは、取っ手と注ぎ口の付いた給水塔（コーヒーポットのように見える）を会社のロゴとして使っている。同社の施設には、このように飾り付けた実物の（おそらく機能はしない）給水塔を建てたものが多い。

## 現代の用法

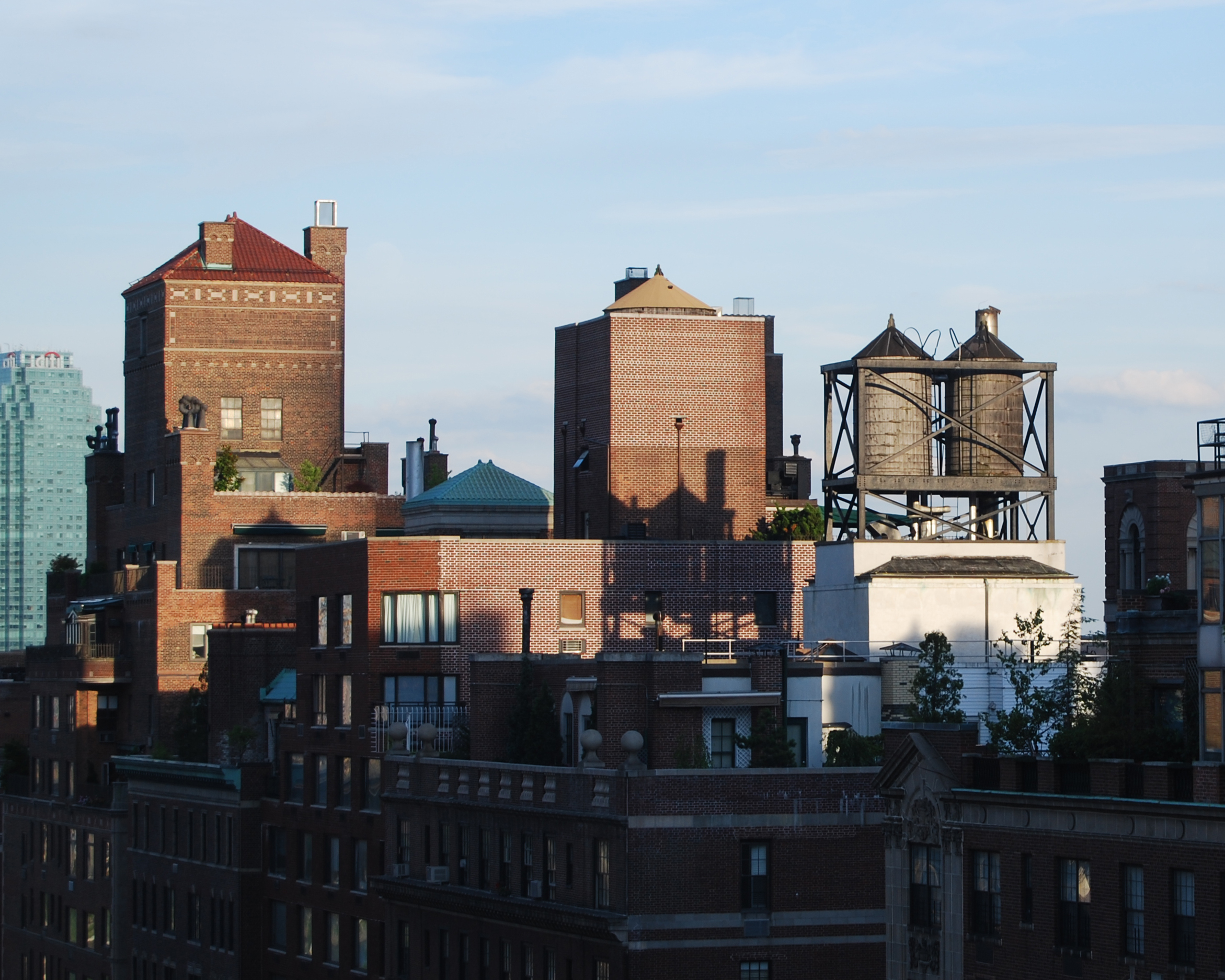
ニューヨークの伝統的な高置水槽

電力供給の不安定な地域の多いインドでは、非常に多くの給水塔が使われている。家屋の屋根には、停電に備えて水を蓄えるための貯水槽が設けられている。
多くの国々では、給水塔は給水システムから切り離され、単にポンプで置き換えられた。給水塔は土木工学のモニュメントとして扱われることが多い。中には再生して現代向けに改築されるものもある。稲葉地配水塔は用途廃止後に演劇の練習場として改修されている。
ニューヨーク市では耐久性、難腐敗性に優れたヒマラヤスギで作られた伝統的な高置水槽を載せた小型の給水塔が個々の建物に設置されており、街の景観の一部となっている。

## 鉄道での利用

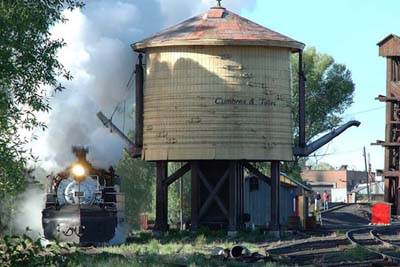
米国C&TS鉄道のChamaにある木製給水塔

蒸気機関車を使っている鉄道では、機関車の水タンクまたは炭水車に水を補給する手段が必要となる。一般的には、ウォーター・クレーンを1基以上備えた給水塔が、機関庫や一部の駅に設置されている。材質は写真にあるような木製のものも存在する。

## その他の用途
展望台として使われている給水塔もある。さらに、ドイツ・ジンデルフィンゲンの Goldbergturm のように、レストランが設けられている給水塔もある。地域限定放送や、ポータブル・ラジオや、携帯電話などに向けた、小電力のUHF帯送信所として給水塔を使うことも一般的である。

## ギャラリー

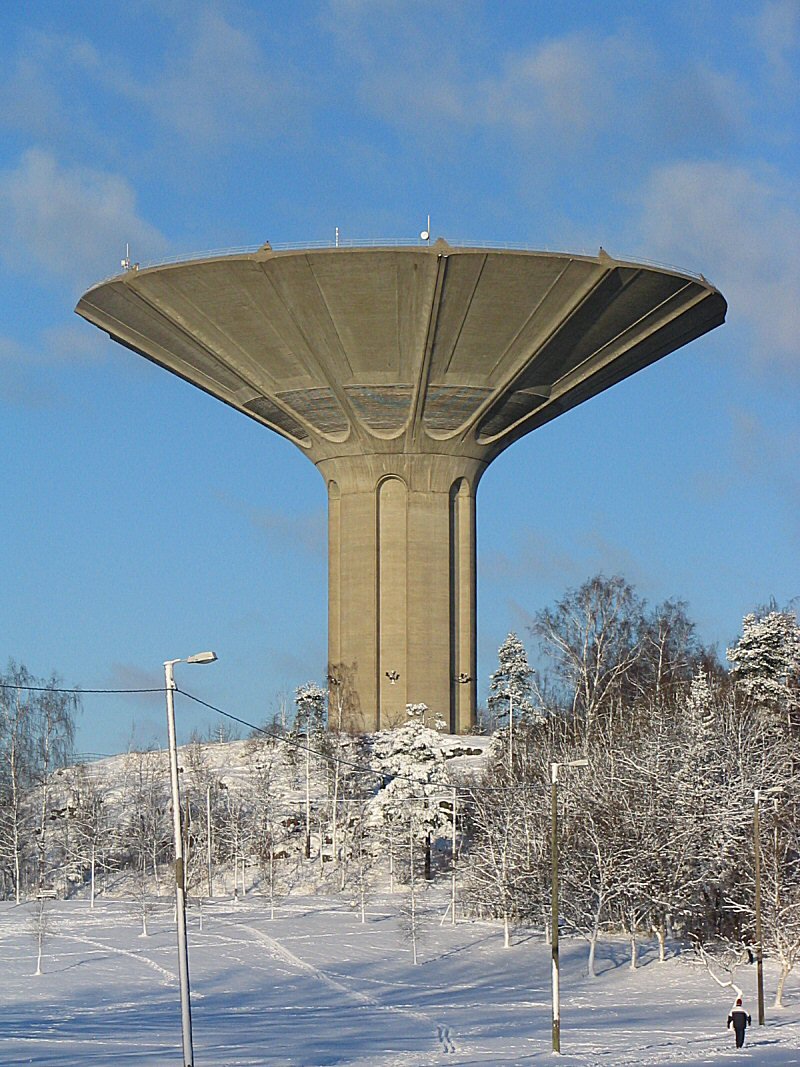
1970年代にフィンランド・ヘルシンキのロイフヴオリに建てられたコンクリート製キノコ型の給水塔。高さは52mで、貯水量は約12,000m³。
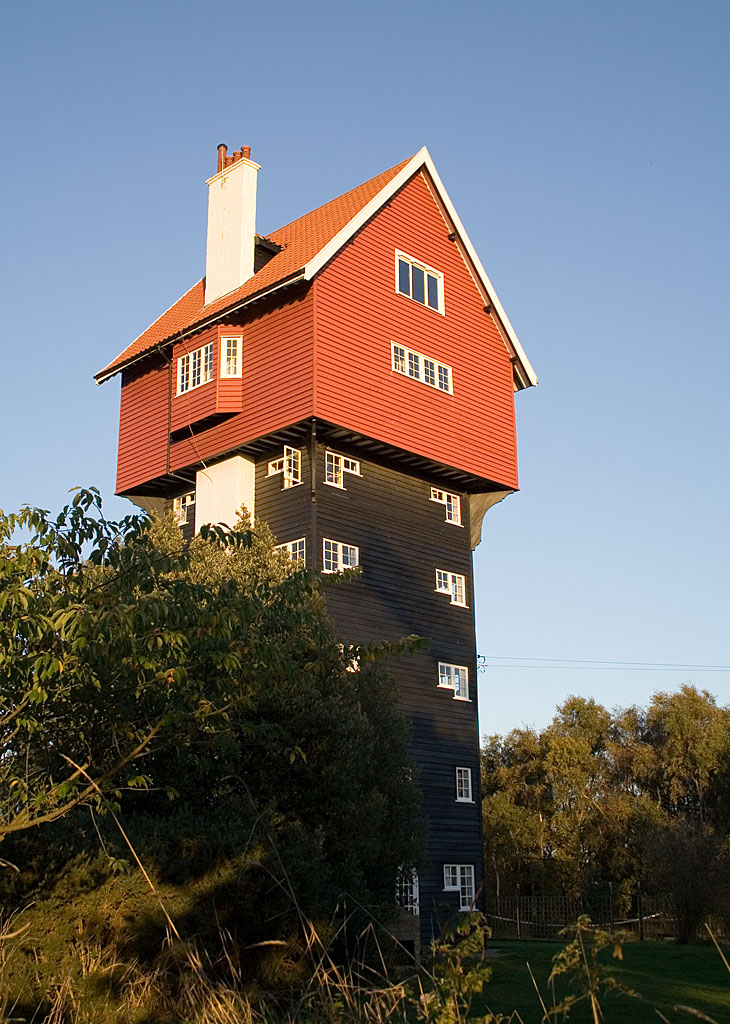
1923年まで Thorpeness の町の給水塔として使われていた The House in the Clouds 。
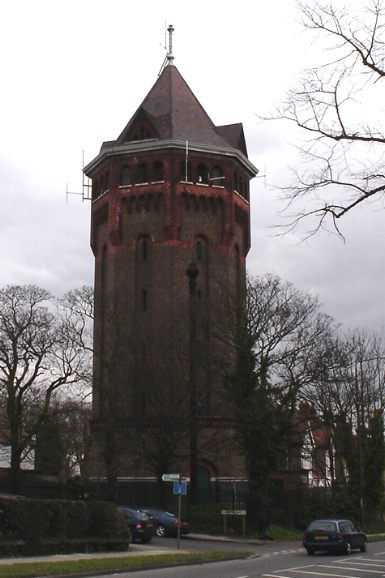
地域のランドマークとなっているシューターズ・ヒル給水塔。ロンドン郊外には多数の給水塔がある。
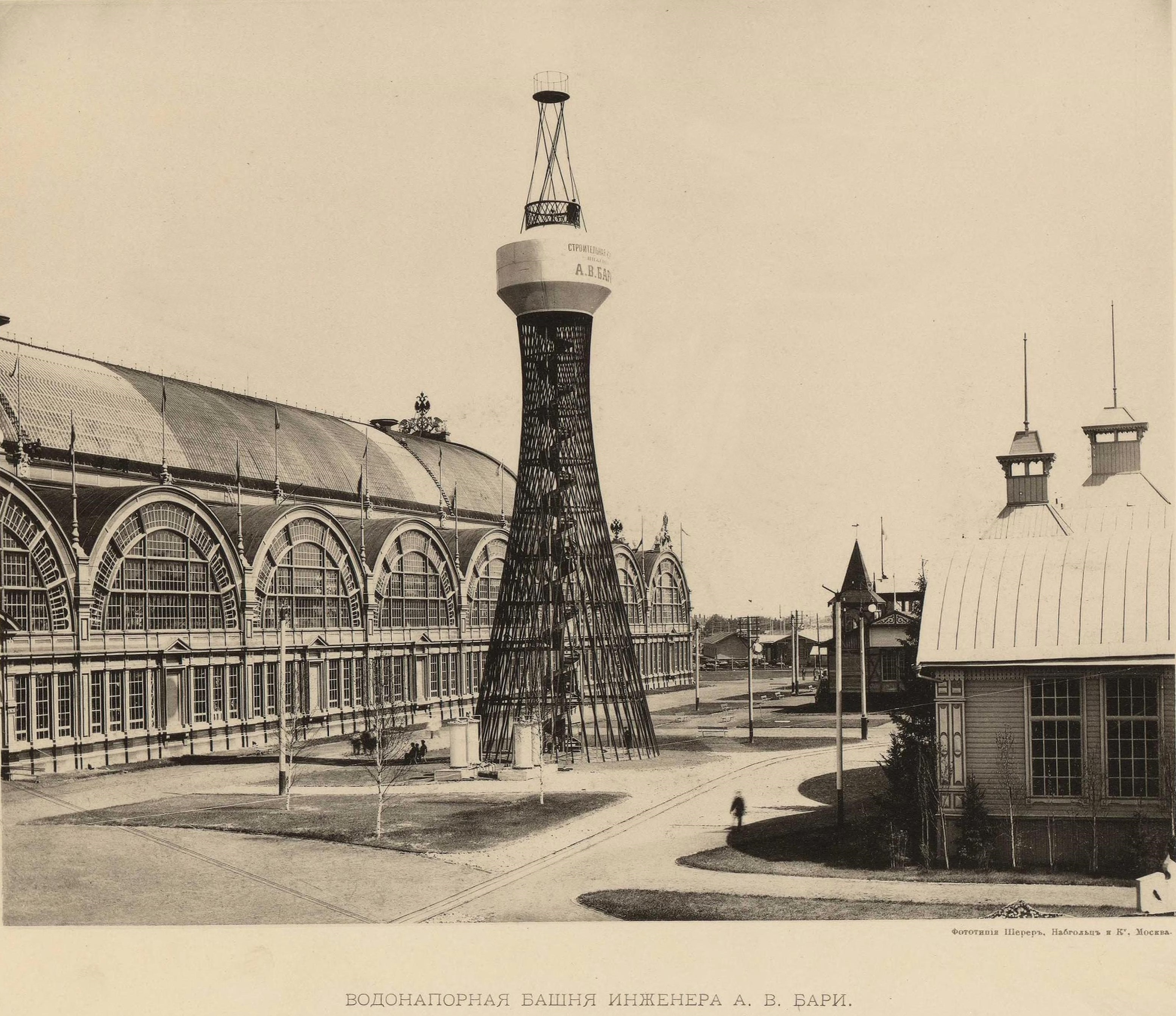
ウラジーミル・シューホフの給水塔。世界初の双曲面構造。1896年ロシア。
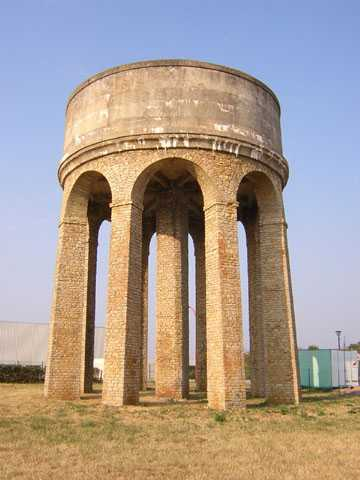
フランス Saint-Parize-le-Châtel の給水塔。
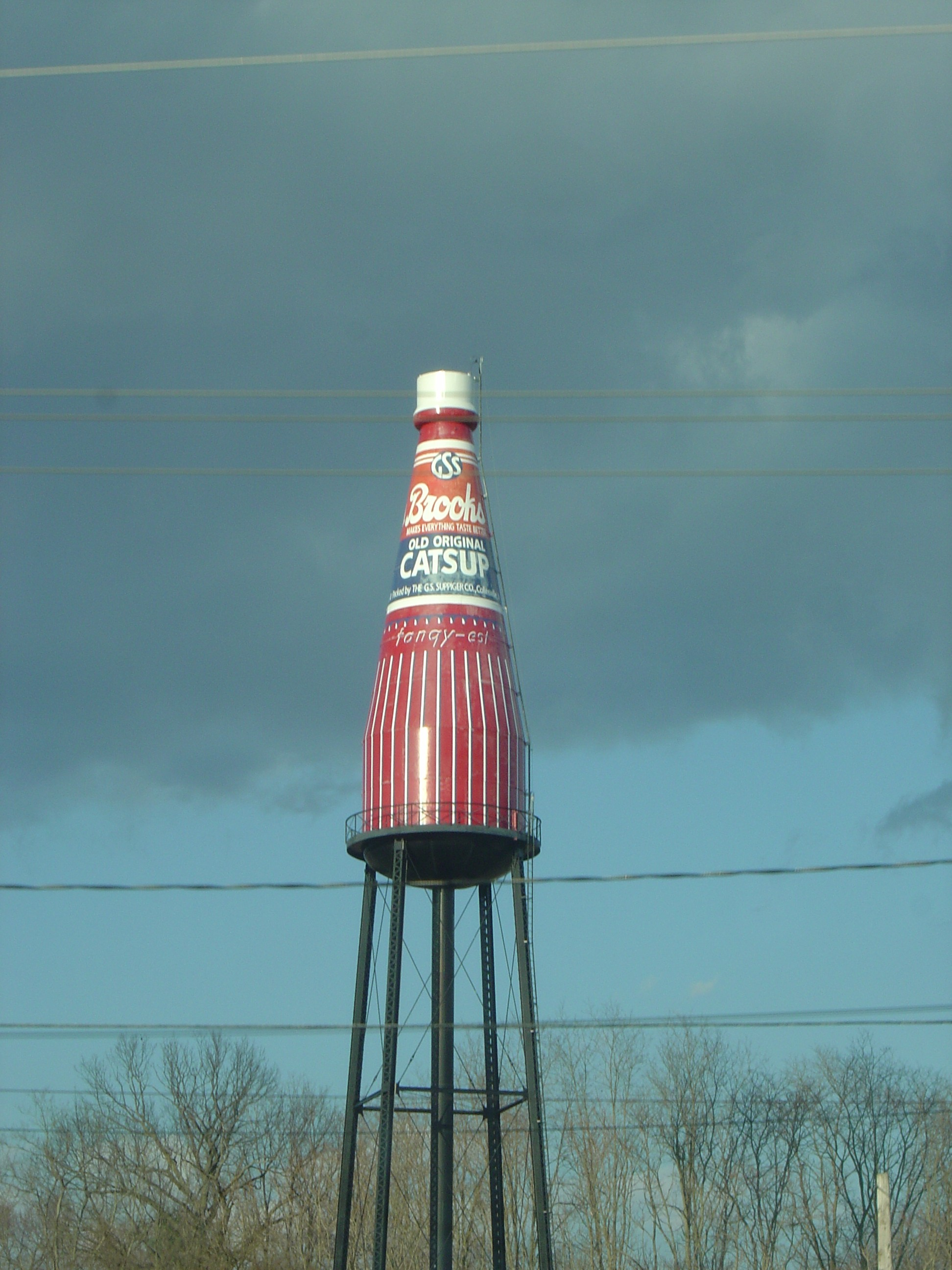
イリノイ州コリンズビルにあるケチャップ瓶の形をした給水塔（世界最大のケチャップ瓶でもある）。
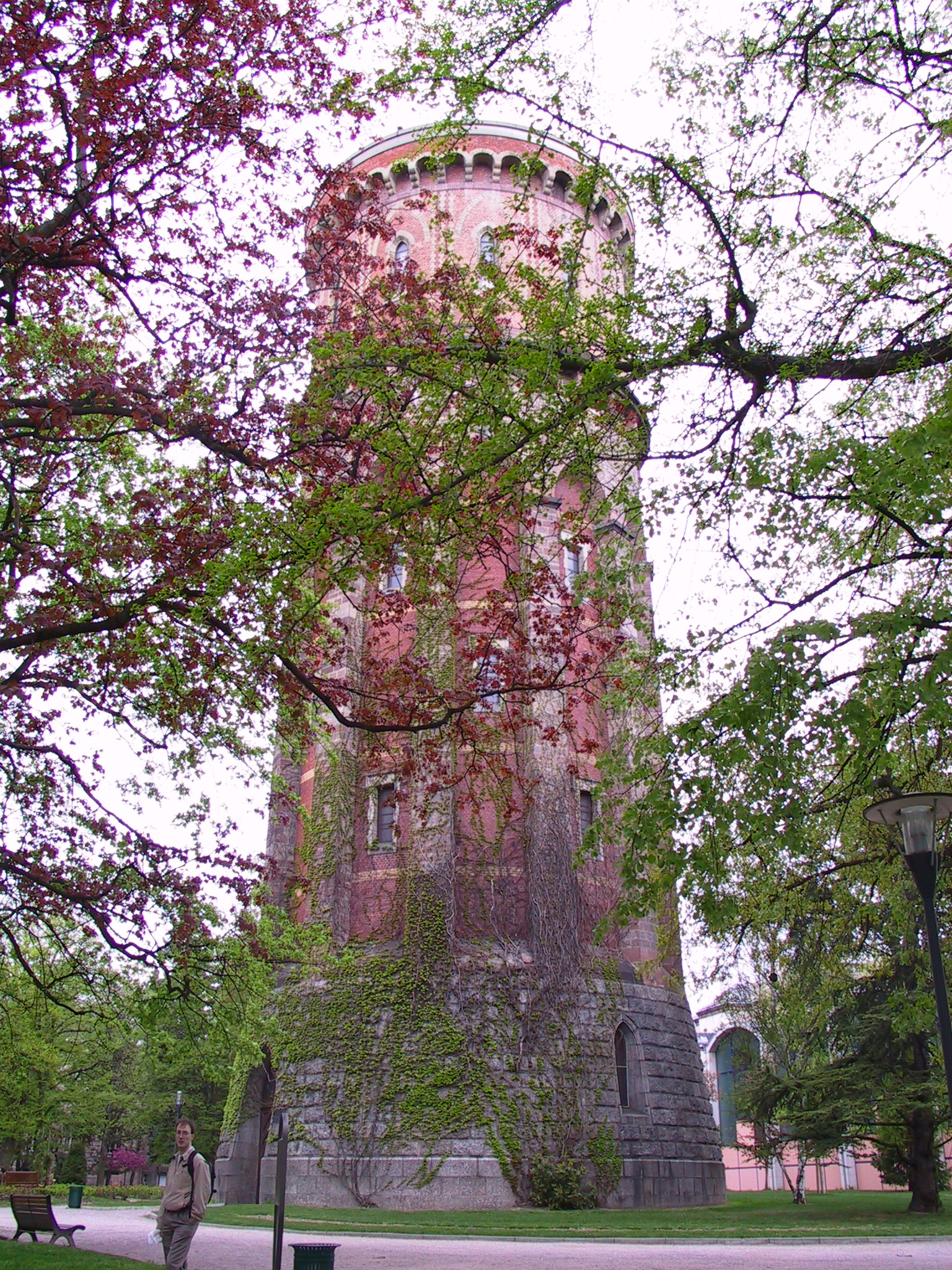
フランス・コルマールの古い給水塔。
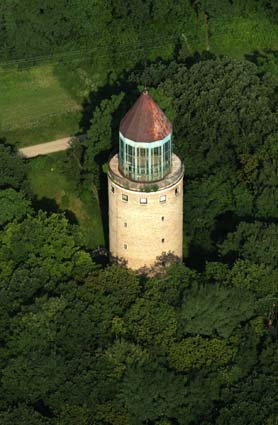
ハンガリー・ゲデレーの給水塔。
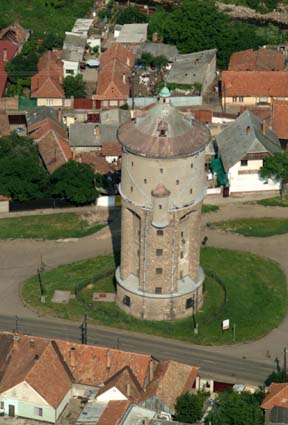
ハンガリー・ジェンジェシュの給水塔。
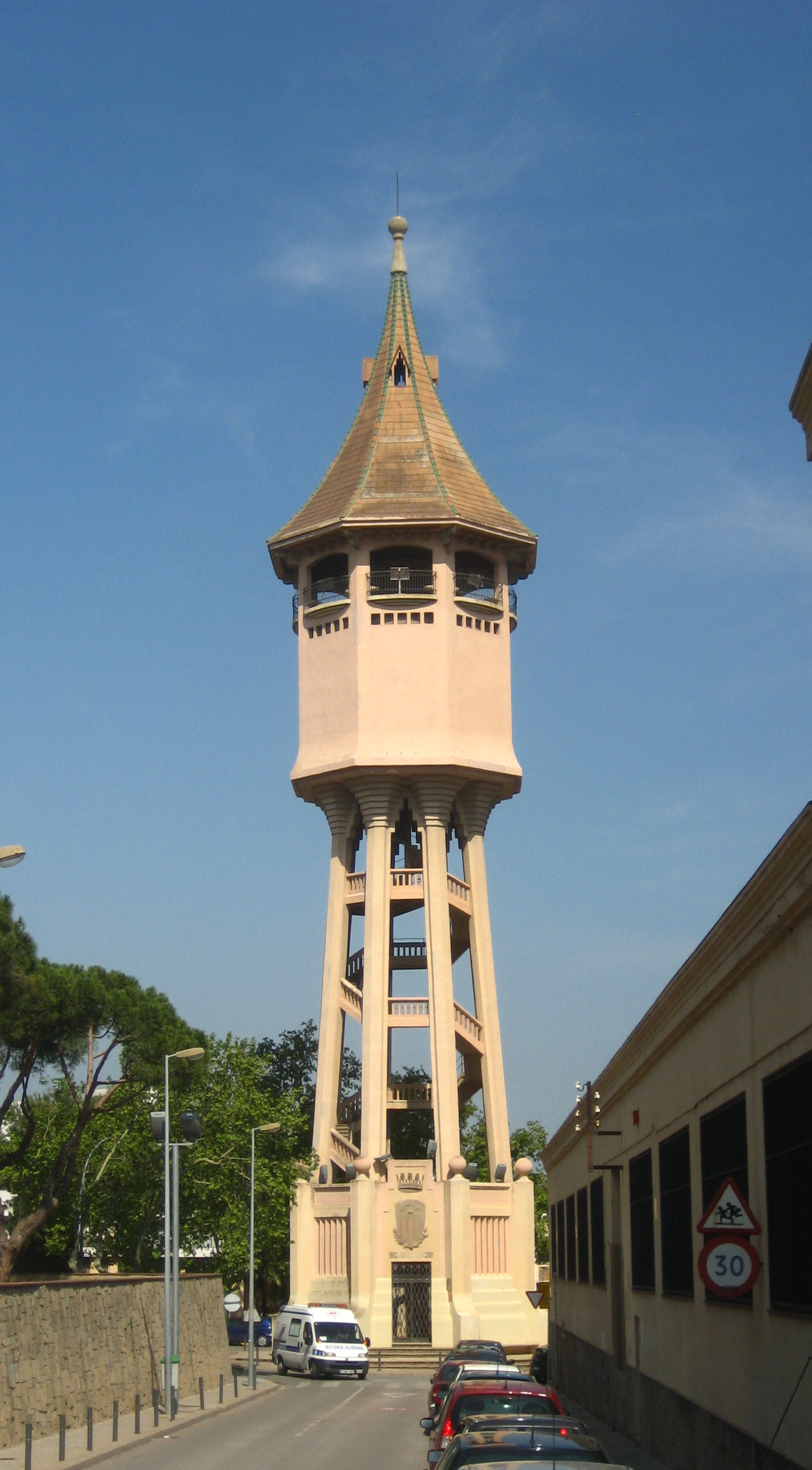
スペイン・サバデイの給水塔 （1918年）。
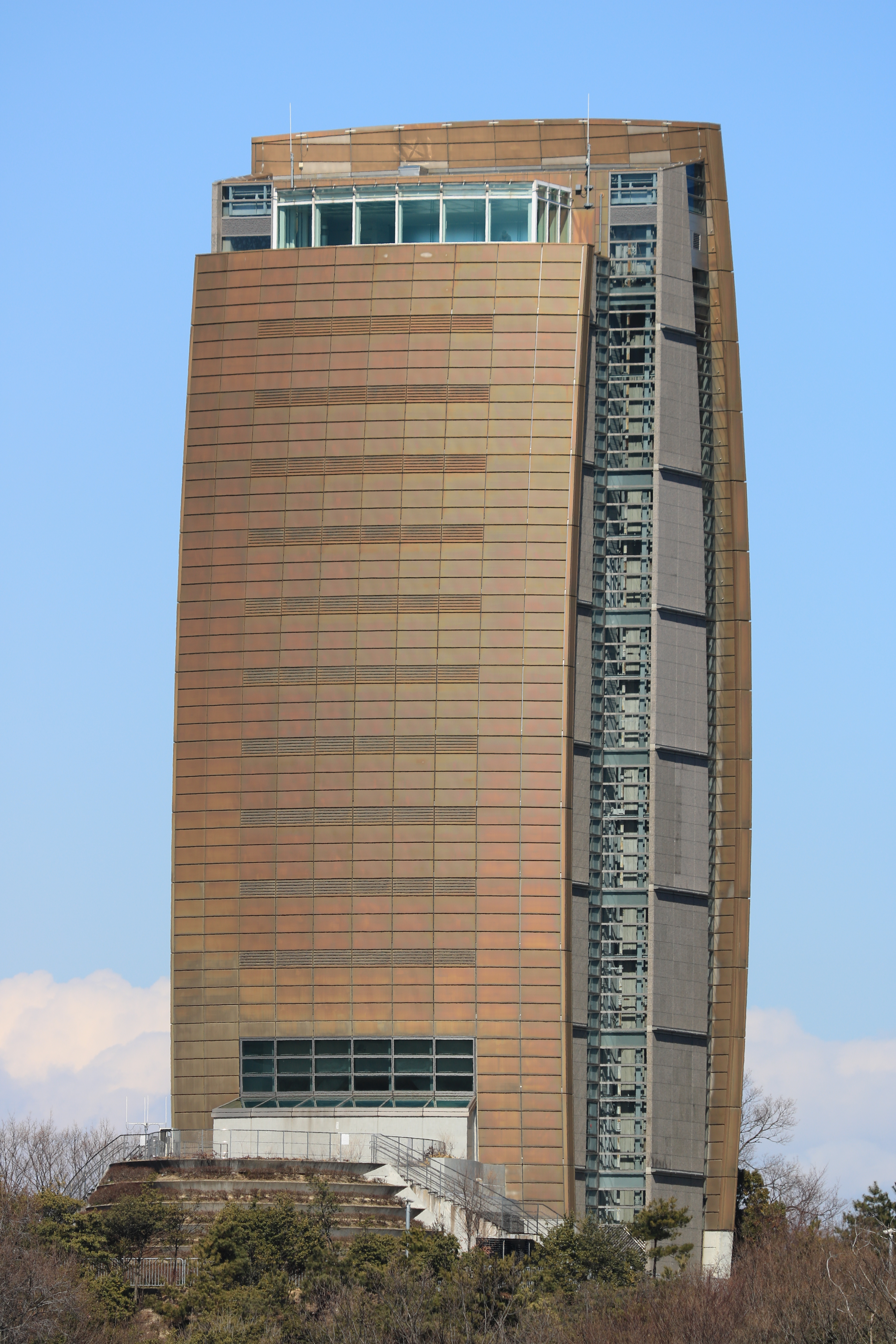
名古屋市の平和公園アクアタワー。
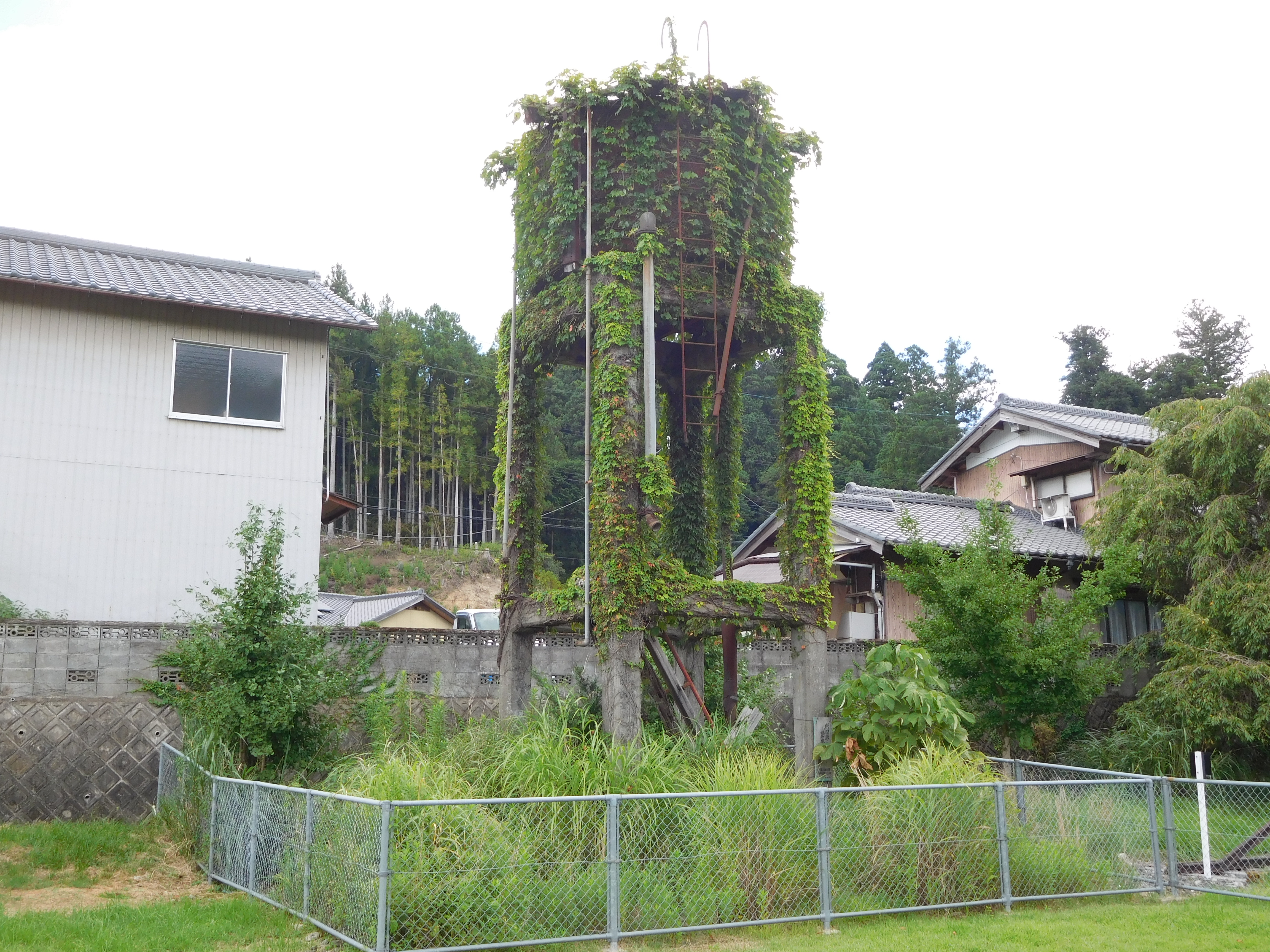
三重県津市の名松線・伊勢奥津駅に残る蒸気機関車用の給水塔。
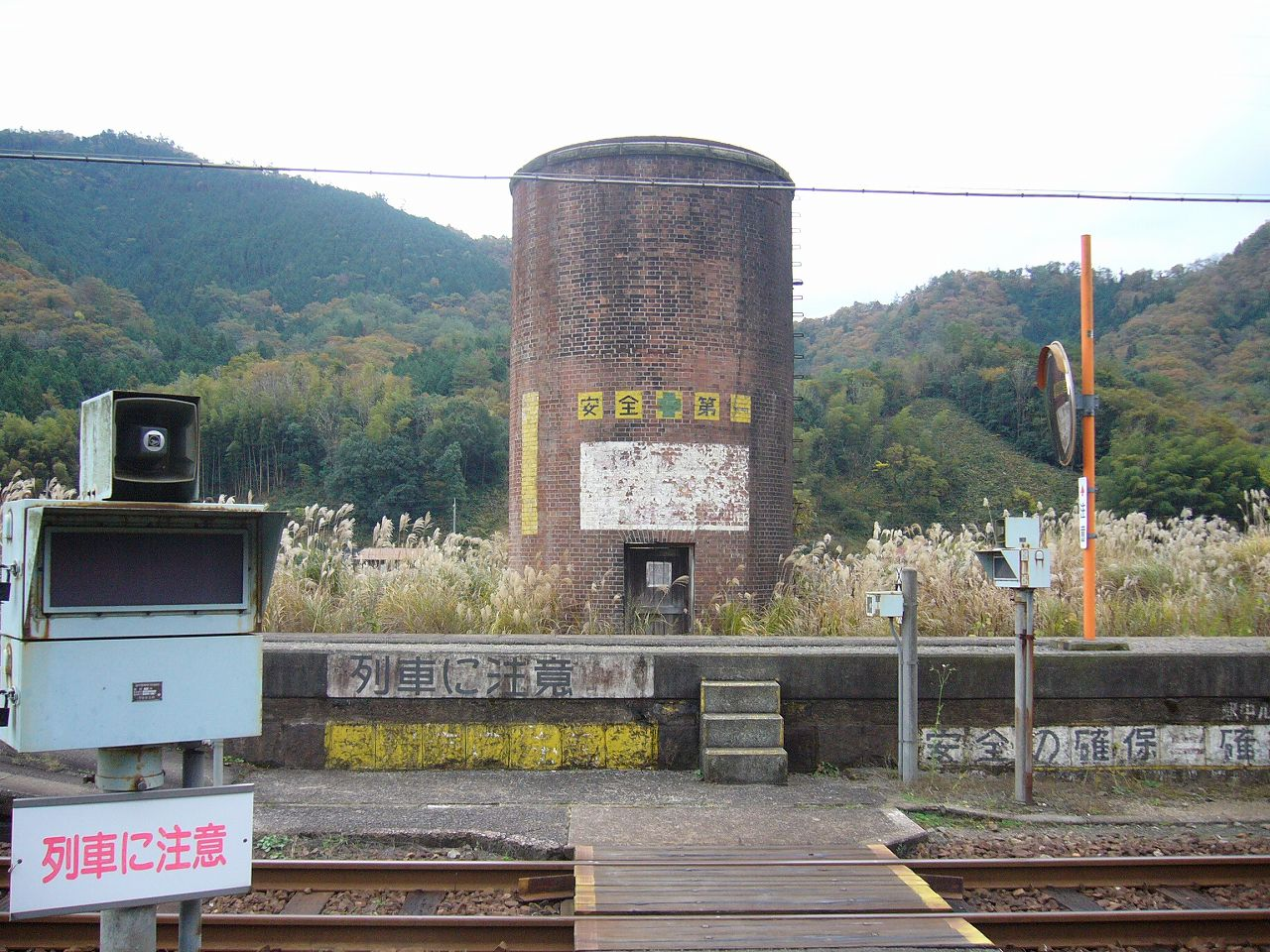
山口県山口市の山口線・篠目駅に残る蒸気機関車用の給水塔。
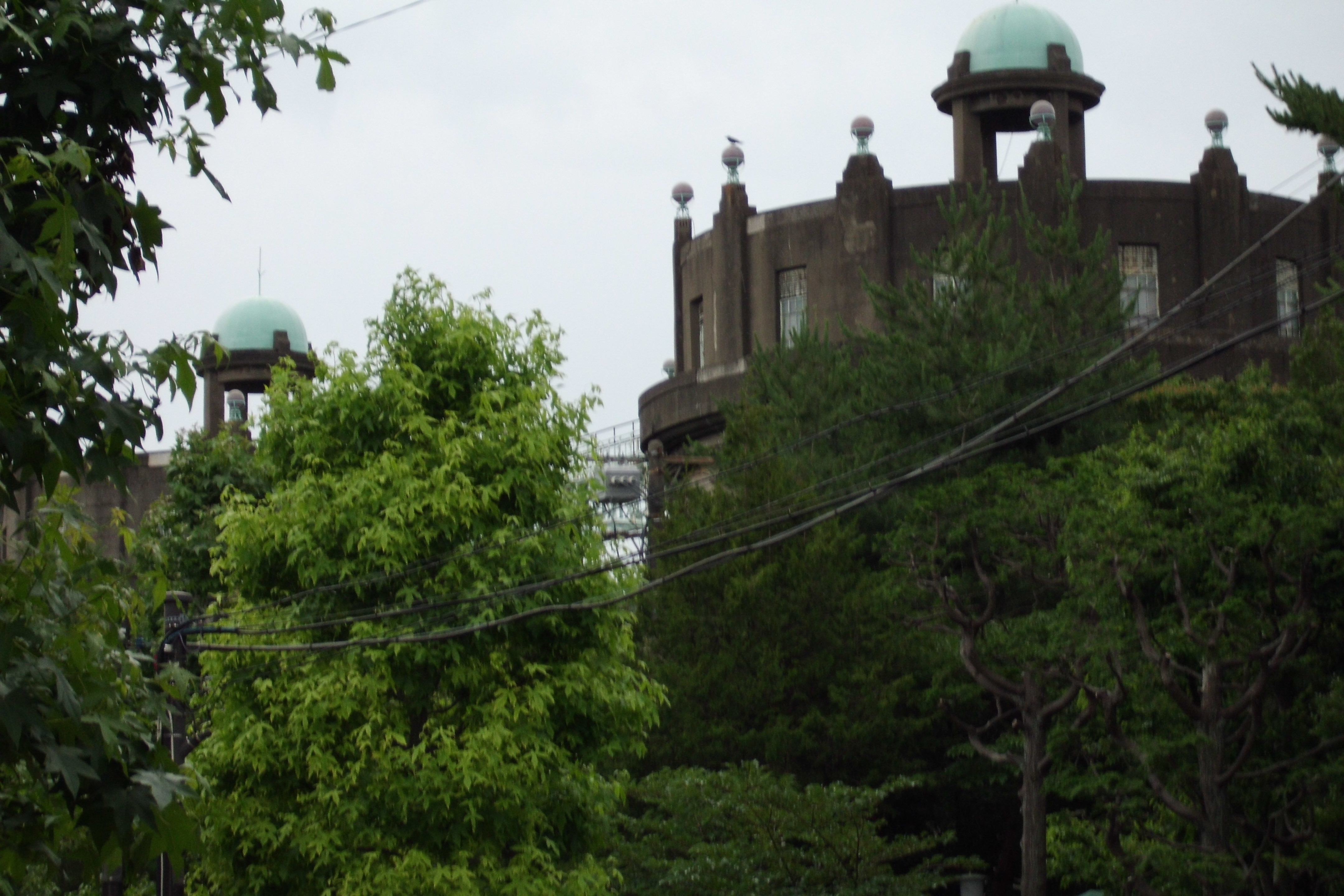
土木学会選奨土木遺産 東京都世田谷区の駒沢給水塔。
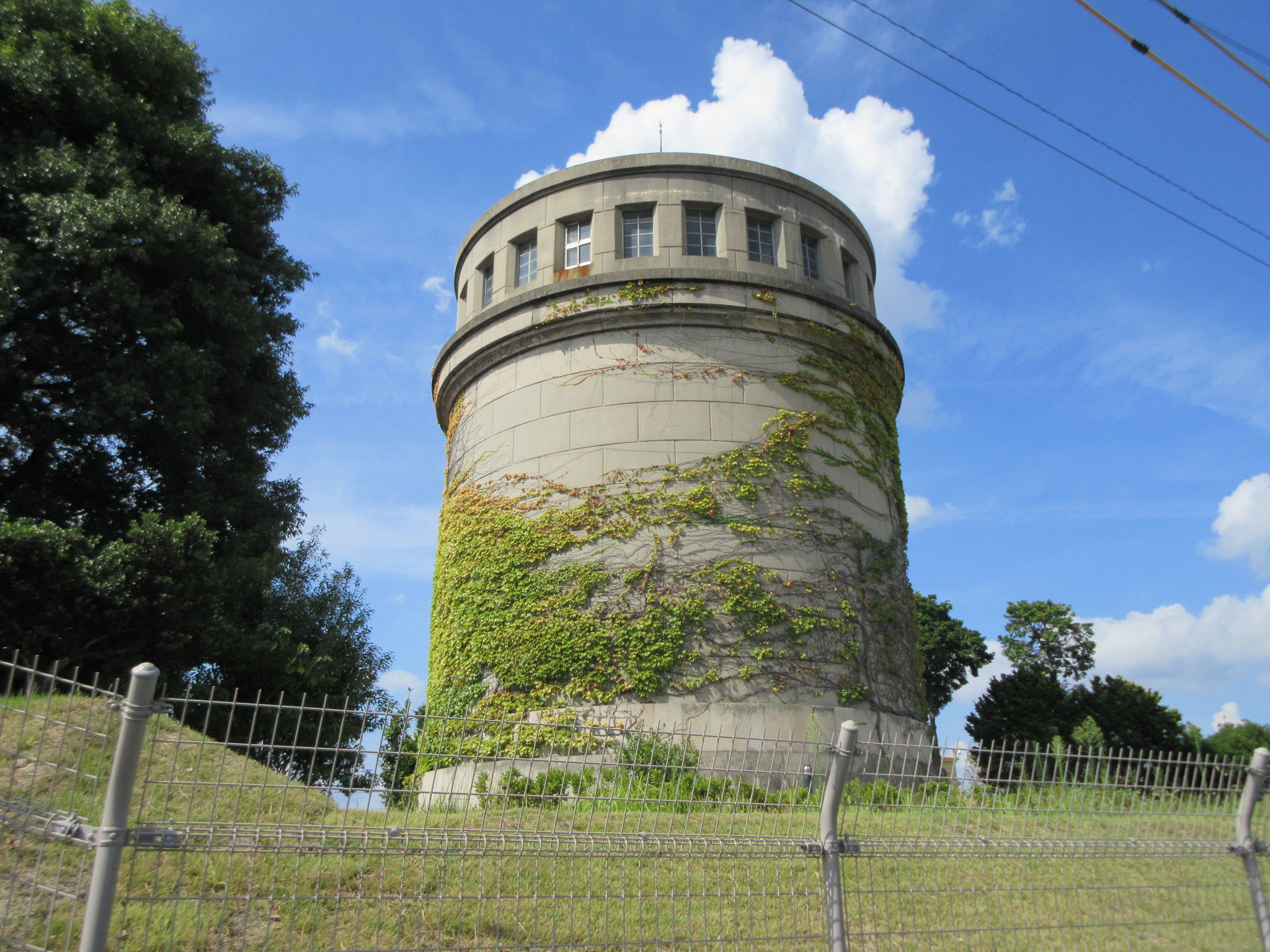
1934年に建てられた愛知県岡崎市の六供配水場配水塔。
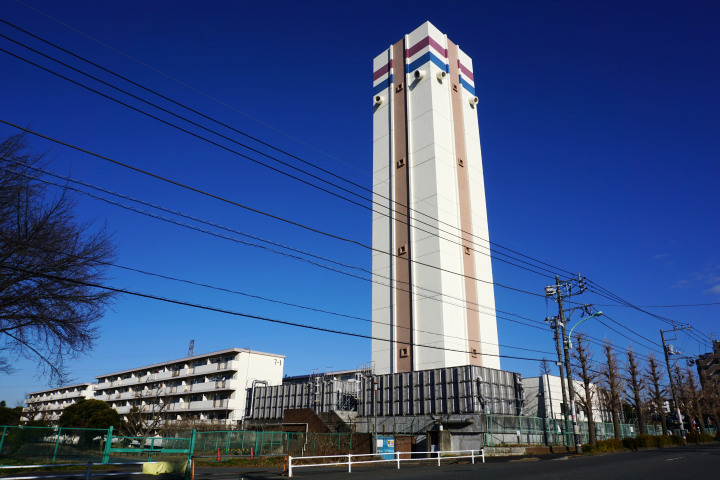
1968年に建てられた町田市の町田山崎団地給水塔。
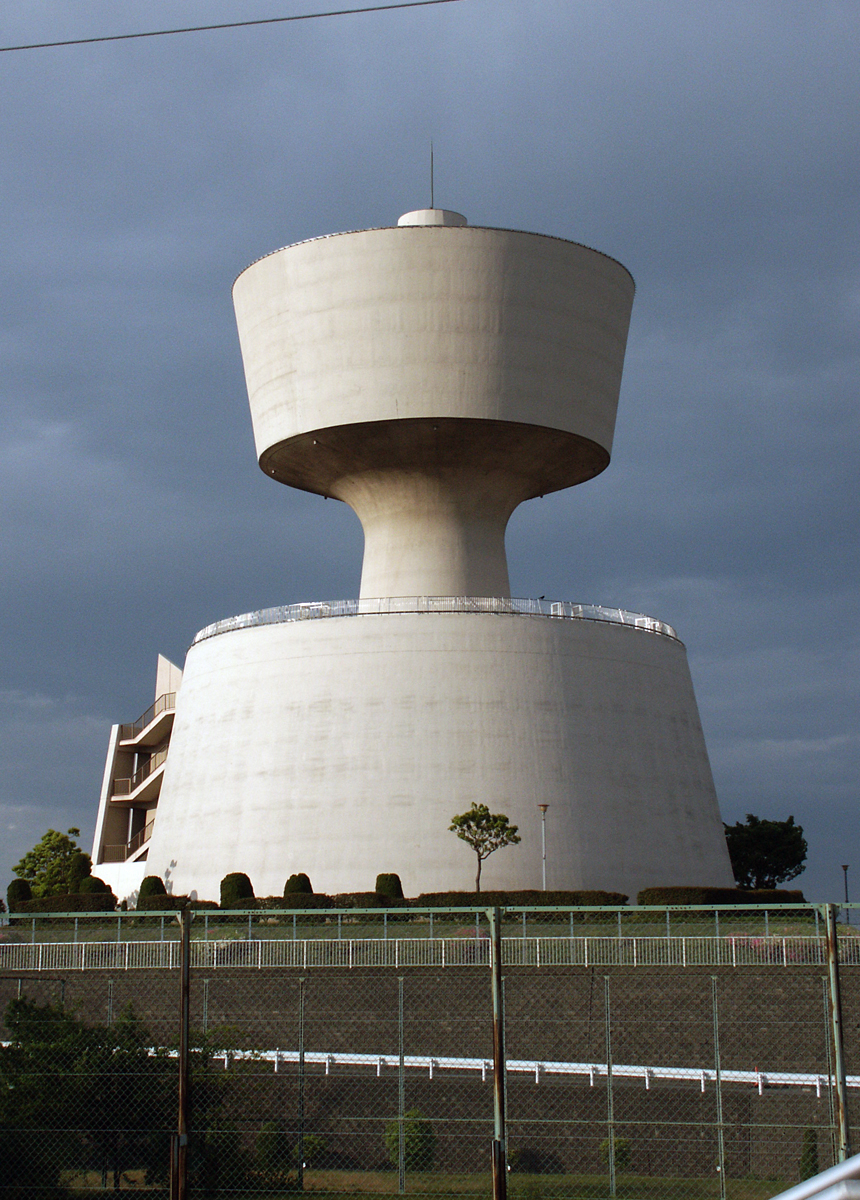
名古屋市上下水道局鳴海配水場の上下2層式配水塔。
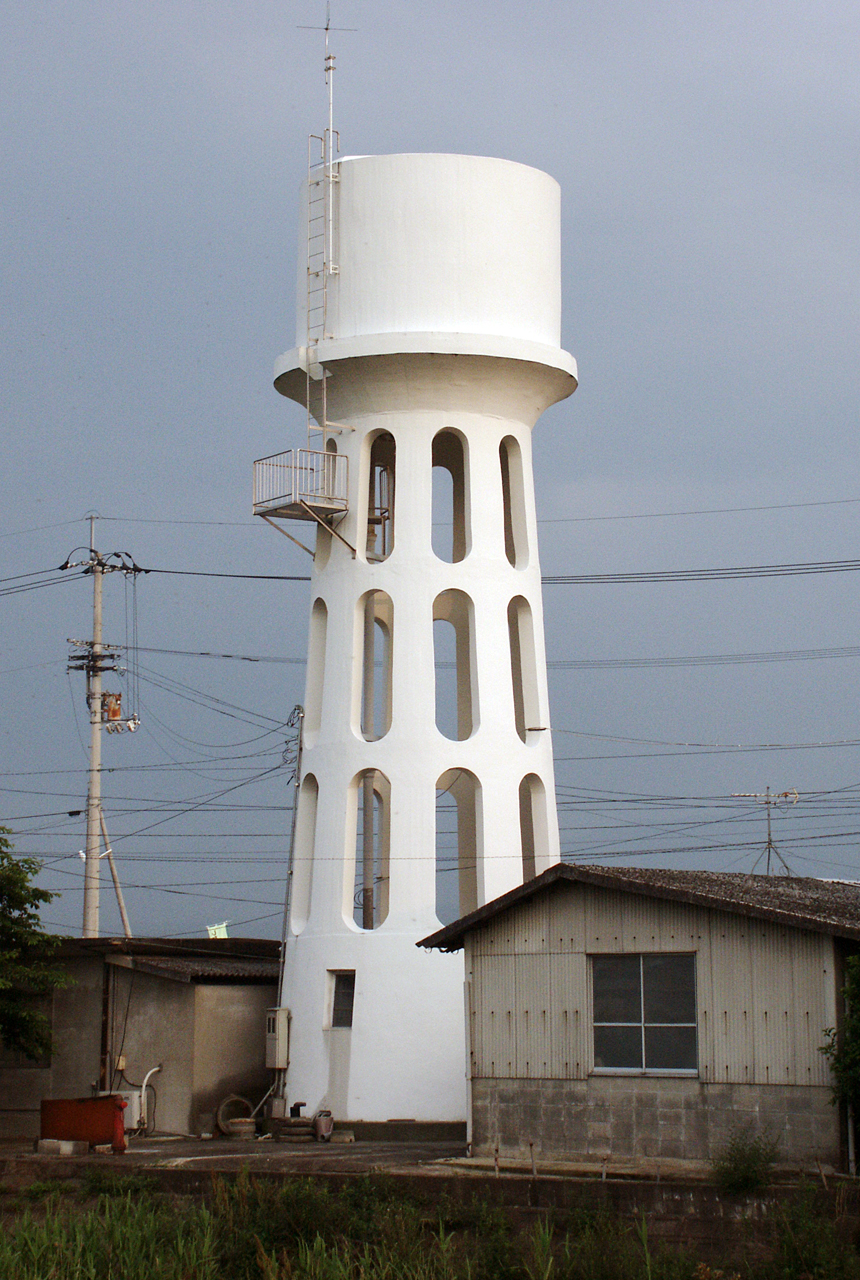
香川県広域水道企業団三豊事務所の給水塔。
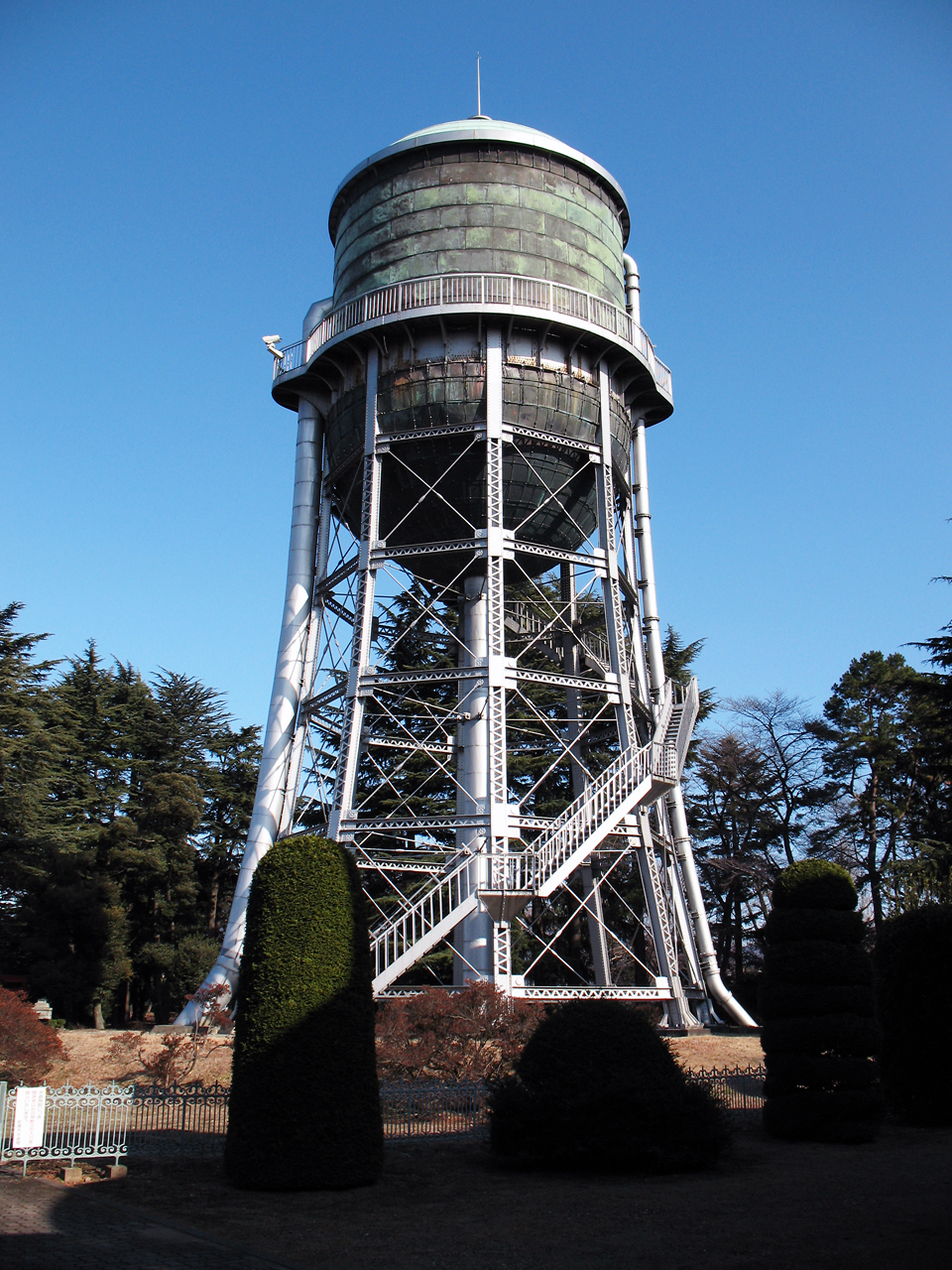
群馬県前橋市の水道局敷島浄水場の配水塔。